# Phil Rizzuto
Philip Francis Rizzuto (Brooklyn, Nueva York, 25 de septiembre de 1917-West Orange, Nueva Jersey, 13 de agosto de 2007), más conocido como Phil Rizzuto, fue un jugador profesional estadounidense de béisbol que se desempeñó en la posición de campocorto en las Grandes Ligas de Béisbol (MLB). Es miembro del Salón de la Fama del Béisbol.

## Carrera
Rizzuto jugó como profesional trece temporadas en New York Yankees (1941-1942, 1946-1956), equipo en el que se retiró.

## Reconocimiento
En 1994, ingresó como miembro al Salón de la Fama del Béisbol.